# Fujitsu Siemens Computers
Fujitsu Siemens Computers GmbH був японським та німецьким постачальником інформаційних технологій. Компанія була заснована у 1999 році, як спільне підприємство між японською Fujitsu Limited та німецькою Siemens. 1 квітня 2009 року компанія стала Fujitsu Technology Solutions в результаті викупу акцій компанії «Fujitsu».
Продукція компанії Fujitsu Siemens Computers мала широкий асортимент: від кишенькових та портативних ПК до настільні ПК, серверів та сховищ даних, до продуктів та послуг ІТ-центрів обробки даних. Компанія Fujitsu Siemens Computers була присутня на ключових ринках Європи, Близького Сходу та Африки, тоді як на інших ринках продукція продавалась під торговою маркою Fujitsu, а підрозділ послуг був присутній у 170 країнах світу. 
Компанія Fujitsu Siemens Computers зосередила свою увагу на «зелених» комп’ютерах і вважалася лідером або новатором у галузі зеленого ІТ, через екологічні та екологічні позначення, такі як Energy Star.
Компанія Fujitsu Siemens спонсорувала команду Формули-1 McLaren Mercedes у 1999 та 2000 роках. 